# مقاطعة فيرغوس (مونتانا)
مقاطعة فيرغوس (بالإنجليزية: Fergus County)‏ هي إحدى مقاطعات ولاية مونتانا في الولايات المتحدة الأمريكية.